# Ducks de Long Island (hockey sur glace)
Pour les articles homonymes, voir Ducks de Long Island.
Les Ducks de Long Island sont une équipe professionnelle de hockey sur glace qui a évolué dans l'Eastern Hockey League entre 1959 et 1973.

## Statistiques
| No | Saison  | PJ | V  | D  | N  | DP | BP  | BC  | Pts | Classement                  | Séries éliminatoires | Entraîneur       |
| -- | ------- | -- | -- | -- | -- | -- | --- | --- | --- | --------------------------- | -------------------- | ---------------- |
| 1  | 1961-62 | 68 | 26 | 41 | 1  |    | 234 | 266 | 53  | 4e de la division Northern  | Non qualifié         | John Muckler     |
| 2  | 1962-63 | 68 | 36 | 28 | 4  |    | 287 | 261 | 76  | 2e de la division Northern  | Éliminé en 2e ronde  | John Muckler     |
| 3  | 1963-64 | 72 | 32 | 34 | 6  |    | 245 | 263 | 70  | 3e de la division Northern  | Éliminé en 1re ronde |                  |
| 4  | 1964-65 | 72 | 42 | 29 | 1  |    | 279 | 233 | 85  | 2e de la division Northern  | Champion             | John Muckler     |
| 5  | 1965-66 | 72 | 46 | 23 | 3  |    | 292 | 208 | 95  | 1er de la division Northern | Finaliste            | John Muckler     |
| 6  | 1966-67 | 72 | 29 | 39 | 4  |    | 198 | 233 | 62  | 4e de la division Northern  | Éliminé en 1re ronde | Gene Achtymichuk |
| 7  | 1967-68 | 72 | 29 | 36 | 7  |    | 333 | 329 | 65  | 4e de la division Northern  | Éliminé en 1re ronde |                  |
| 8  | 1968-69 | 72 | 27 | 37 | 8  |    | 256 | 318 | 62  | 4e de la division Northern  | Éliminé en 1re ronde |                  |
| 9  | 1969-70 | 74 | 24 | 44 | 6  |    | 261 | 364 | 54  | 5e de la division Northern  | Non qualifié         | Blake Ball       |
| 10 | 1970-71 | 74 | 29 | 35 | 10 |    | 283 | 296 | 68  | 5e de la division Northern  | Non qualifié         | Ed Stankiewicz   |
| 11 | 1971-72 | 75 | 29 | 35 | 11 |    | 279 | 310 | 69  | 5e de la division Northern  | Non qualifié         | Ed Stankiewicz   |
| 12 | 1972-73 | 76 | 26 | 43 | 7  |    | 287 | 386 | 59  | 3e de la division Central   | Éliminé en 1re ronde |                  |